# Grammy Award for Best Contemporary Blues Album
Der Grammy Award for Best Contemporary Blues Album, auf Deutsch „Grammy-Auszeichnung für das beste zeitgenössische Blues-Album“, ist ein Musikpreis, der seit 1988 von der amerikanischen Recording Academy verliehen wird. Der Preis geht an Künstler für Alben aus dem Bereich der Bluesmusik.

## Geschichte und Hintergrund
Die seit 1959 verliehenen Grammy Awards werden jährlich in zahlreichen Kategorien von der Recording Academy in den Vereinigten Staaten vergeben, um künstlerische Leistung, technische Kompetenz und hervorragende Gesamtleistung ohne Rücksicht auf die Album-Verkäufe oder Chart-Position zu würdigen.
Eine dieser Kategorien ist der Grammy Award for Best Contemporary Blues Album. Die Auszeichnung wird seit 1988 vergeben, jedoch nicht in den Jahren 2012 bis 2016. Bis 1992 wurde der Preis Grammy Award for Best Contemporary Blues Performance genannt. Die Preiskategorie wurde nach der Verleihung der Grammy Awards 2011 in einer umfassenden Überarbeitung der Grammy-Kategorien eingestellt. Ab 2012 wurde die Kategorie mit der Kategorie Grammy Award for Best Traditional Blues Album zur neuen Kategorie Grammy Award for Best Blues Album zusammengelegt. Im Jahr 2016 entschied sich die Recording Academy dafür, wieder zwei getrennte Preise für traditionelle und zeitgenössische Bluesaufnahmen zu vergeben.

## Gewinner und Nominierte
| Jahr                 | Gewinner                                                                                       | Nationalität                                                                                   | Werk                                                                                           | Nominierte | Bild des/der Gewinner(s)                                                                       |
| -------------------- | ---------------------------------------------------------------------------------------------- | ---------------------------------------------------------------------------------------------- | ---------------------------------------------------------------------------------------------- | --- | ---------------------------------------------------------------------------------------------- |
| 1988                 | The Robert Cray Band                                                                           | Vereinigte Staaten                                                                             | Strong Persuader                                                                               | |                                                                                                |
| 1989                 | The Robert Cray Band                                                                           | Vereinigte Staaten                                                                             | Don’t Be Afraid of the Dark                                                                    | |                                                                                                |
| 1990                 | Stevie Ray Vaughan & Double Trouble                                                            | Vereinigte Staaten                                                                             | In Step                                                                                        | |                                                                                                |
| 1991                 | Jimmie Vaughan und Stevie Ray Vaughan                                                          | Vereinigte Staaten                                                                             | Family Style                                                                                   | |                                                                                                |
| 1992                 | Buddy Guy                                                                                      | Vereinigte Staaten                                                                             | Damn Right, I’ve Got the Blues                                                                 | |                                                                                                |
| 1993                 | Stevie Ray Vaughan & Double Trouble                                                            | Vereinigte Staaten                                                                             | The Sky Is Crying                                                                              | |                                                                                                |
| 1994                 | Buddy Guy                                                                                      | Vereinigte Staaten                                                                             | Feels Like Rain                                                                                | |                                                                                                |
| 1995                 | Pops Staples                                                                                   | Vereinigte Staaten                                                                             | Father Father                                                                                  | |                                                                                                |
| 1996                 | Buddy Guy                                                                                      | Vereinigte Staaten                                                                             | Slippin’ In                                                                                    | |                                                                                                |
| 1997                 | Keb’ Mo’                                                                                       | Vereinigte Staaten                                                                             | Just Like You                                                                                  | |                                                                                                |
| 1998                 | Taj Mahal                                                                                      | Vereinigte Staaten                                                                             | Señor Blues                                                                                    | |                                                                                                |
| 1999                 | Keb’ Mo'’                                                                                      | Vereinigte Staaten                                                                             | Slow Down                                                                                      | |                                                                                                |
| 2000                 | The Robert Cray Band                                                                           | Vereinigte Staaten                                                                             | Take Your Shoes Off                                                                            | - Luther Allison – Live in Chicago - Jonny Lang – Wander This World - Little Milton – Welcome to Little Milton - Charlie Musselwhite – Continental Drifter |                                                                                                |
| 2001                 | Taj Mahal & the Phantom Blues Band                                                             | Vereinigte Staaten                                                                             | Shoutin’ in Key                                                                                | - Shemekia Copeland – Superharps - North Mississippi Allstars – Shake Hands with Shorty - Bobby Rush – Hoochie Man - Koko Taylor – Royal Blue |                                                                                                |
| 2002                 | Delbert McClinton                                                                              | Vereinigte Staaten                                                                             | Nothing Personal                                                                               | - Dr. John – Creole Moon - Buddy Guy – Sweet Tea - Etta James – Matriarch of the Blues - Keb’ Mo’ – The Door |                                                                                                |
| 2003                 | Solomon Burke                                                                                  | Vereinigte Staaten                                                                             | Don't Give Up on Me                                                                            | - Etta James & the Roots Band – Burnin’ Down the House - Delbert McClinton – Room to Breathe - Charlie Musselwhite – One Night in America - North Mississippi Allstars – 51 Phantom                                                                               |                                                                                                |
| 2004                 | Etta James                                                                                     | Vereinigte Staaten                                                                             | Let’s Roll                                                                                     | - Marcia Ball – So Many Rivers - Sonny Landreth – The Road We’re On - Howard Tate – Rediscovered - Susan Tedeschi – Wait for Me |                                                                                                |
| 2005                 | Keb’ Mo’                                                                                       | Vereinigte Staaten                                                                             | Keep It Simple                                                                                 | - Dr. John – N’awlinz Dis Dat or D’udda - Van Morrison – What's Wrong with This Picture? - Charlie Musselwhite – Sanctuary - Johnny Winter – I’m a Bluesman |                                                                                                |
| 2006                 | Delbert McClinton                                                                              | Vereinigte Staaten                                                                             | Cost of Living                                                                                 | - Solomon Burke – Make Do with What You Got - Robert Cray – Twenty - Buddy Guy – Bring ’Em In - North Mississippi Allstars – Electric Blue Watermelon |                                                                                                |
| 2007                 | Irma Thomas                                                                                    | Vereinigte Staaten                                                                             | After the Rain                                                                                 | - The Robert Cray Band – Live from Across the Pond - Dr. John & The Lower 911 – Sippiana Hericane - Keb’ Mo’ – Suitcase - Susan Tedeschi – Hope and Desire |                                                                                                |
| 2008                 | J. J. Cale und Eric Clapton                                                                    | Vereinigte Staaten Vereinigtes Königreich                                                      | The Road to Escondido                                                                          | - Joan Armatrading – Into the Blues - Doyle Bramhall – Is It News - Robben Ford – Truth - Bettye LaVette – The Scene of the Crime |                                                                                                |
| 2009                 | Dr. John and the Lower 911                                                                     | Vereinigte Staaten                                                                             | City That Care Forgot                                                                          | - Marcia Ball – Peace, Love & BBQ - Solomon Burke – Like a Fire - Taj Mahal – Maestro - Irma Thomas – Simply Grand |                                                                                                |
| 2010                 | The Derek Trucks Band                                                                          | Vereinigte Staaten                                                                             | Already Free                                                                                   | - The Robert Cray Band – This Time - Ruthie Foster – The Truth According to Ruthie Foster - Mavis Staples – Live: Hope at the Hideout - Susan Tedeschi – Back to the River                                                                                        |                                                                                                |
| 2011                 | Buddy Guy                                                                                      | Vereinigte Staaten                                                                             | Living Proof                                                                                   | - Solomon Burke – Nothing’s Impossible - Dr. John & The Lower 911 – Tribal - Bettye LaVette – Interpretations: The British Rock Songbook - Kenny Wayne Shepherd Band featuring Hubert Sumlin, Willie "Big Eyes" Smith, Bryan Lee & Buddy Flett – Live! in Chicago |                                                                                                |
| 2012                 | In den Jahren 2012 bis 2016 wurde die Auszeichnung Grammy Award for Best Blues Album vergeben. | In den Jahren 2012 bis 2016 wurde die Auszeichnung Grammy Award for Best Blues Album vergeben. | In den Jahren 2012 bis 2016 wurde die Auszeichnung Grammy Award for Best Blues Album vergeben. | In den Jahren 2012 bis 2016 wurde die Auszeichnung Grammy Award for Best Blues Album vergeben. | In den Jahren 2012 bis 2016 wurde die Auszeichnung Grammy Award for Best Blues Album vergeben. |
| 2013                 | In den Jahren 2012 bis 2016 wurde die Auszeichnung Grammy Award for Best Blues Album vergeben. | In den Jahren 2012 bis 2016 wurde die Auszeichnung Grammy Award for Best Blues Album vergeben. | In den Jahren 2012 bis 2016 wurde die Auszeichnung Grammy Award for Best Blues Album vergeben. | In den Jahren 2012 bis 2016 wurde die Auszeichnung Grammy Award for Best Blues Album vergeben. | In den Jahren 2012 bis 2016 wurde die Auszeichnung Grammy Award for Best Blues Album vergeben. |
| 2014                 | In den Jahren 2012 bis 2016 wurde die Auszeichnung Grammy Award for Best Blues Album vergeben. | In den Jahren 2012 bis 2016 wurde die Auszeichnung Grammy Award for Best Blues Album vergeben. | In den Jahren 2012 bis 2016 wurde die Auszeichnung Grammy Award for Best Blues Album vergeben. | In den Jahren 2012 bis 2016 wurde die Auszeichnung Grammy Award for Best Blues Album vergeben. | In den Jahren 2012 bis 2016 wurde die Auszeichnung Grammy Award for Best Blues Album vergeben. |
| 2015                 | In den Jahren 2012 bis 2016 wurde die Auszeichnung Grammy Award for Best Blues Album vergeben. | In den Jahren 2012 bis 2016 wurde die Auszeichnung Grammy Award for Best Blues Album vergeben. | In den Jahren 2012 bis 2016 wurde die Auszeichnung Grammy Award for Best Blues Album vergeben. | In den Jahren 2012 bis 2016 wurde die Auszeichnung Grammy Award for Best Blues Album vergeben. | In den Jahren 2012 bis 2016 wurde die Auszeichnung Grammy Award for Best Blues Album vergeben. |
| 2016                 | In den Jahren 2012 bis 2016 wurde die Auszeichnung Grammy Award for Best Blues Album vergeben. | In den Jahren 2012 bis 2016 wurde die Auszeichnung Grammy Award for Best Blues Album vergeben. | In den Jahren 2012 bis 2016 wurde die Auszeichnung Grammy Award for Best Blues Album vergeben. | In den Jahren 2012 bis 2016 wurde die Auszeichnung Grammy Award for Best Blues Album vergeben. | In den Jahren 2012 bis 2016 wurde die Auszeichnung Grammy Award for Best Blues Album vergeben. |
| 2017                 | Fantastic Negrito                                                                              | Vereinigte Staaten                                                                             | The Last Days of Oakland                                                                       | - Janiva Magness – Love Wins Again - Kenny Neal – Bloodline - The Record Company – Give It Back to You - Joe Louis Walker – Everybody Wants a Piece |                                                                                                |
| 2018                 | Taj Mahal und Keb’ Mo’                                                                         | Vereinigte Staaten                                                                             | TajMo                                                                                          | - Robert Cray & Hi Rhythm – Robert Cray & Hi Rhythm - Sonny Landreth – Recorded Live in Lafayette - Robert Randolph and the Family Band – Got Soul - Tedeschi Trucks Band – Live from the Fox Oakland                                                             |                                                                                                |
| 2019                 | Fantastic Negrito                                                                              | Vereinigte Staaten                                                                             | Please Don’t Be Dead                                                                           | - Teresa James & the Rhythm Tramps – Here in Babylon - Danielle Nicole – Cry No More - Boz Scaggs – Out Of the Blues - Victor Wainwright & the Train – Victor Wainwright & the Train                                                                              | Fantastic Negrito, 2016                                                                        |
| 2020 26. Januar 2020 | Gary Clark Jr.                                                                                 | Vereinigte Staaten                                                                             | This Land                                                                                      | - Larkin Poe – Venom & Faith - Robert Randolph and the Family Band – Brighter Days - Sugaray Rayford – Somebody Save Me - Southern Avenue – Keep On | Gary Clark Jr., 2016                                                                           |
| 2021 14. März 2021   | Fantastic Negrito                                                                              | Vereinigte Staaten                                                                             | Have You Lost Your Mind Yet?                                                                   | - Ruthie Foster Big Band – Live at the Paramount - G. Love – The Juice - Bettye LaVette – Blackbirds - North Mississippi Allstars – Up and Rolling |                                                                                                |
| 2022 3. April 2022   | Christone „Kingfish“ Ingram                                                                    | Vereinigte Staaten                                                                             | 662                                                                                            | - Black Keys featuring Eric Deaton & Kenny Brown – Delta Kream - Joe Bonamassa – Royal Tea - Shemekia Copeland – Uncivil War - Steve Cropper – Fire It Up |                                                                                                |
| 2023 5. Februar 2023 | Edgar Winter                                                                                   | Vereinigte Staaten                                                                             | Brother Johnny                                                                                 | - Shemekia Copeland – Done Come Too Far - Eric Gales – Crown - Ben Harper – Bloodline Maintenance - North Mississippi Allstars – Set Sail |                                                                                                |
| 2024 4. Februar 2024 | Larkin Poe                                                                                     | Vereinigte Staaten                                                                             | Blood Harmony                                                                                  | - Samantha Fish und Jesse Dayton – Death Wish Blues - Ruthie Foster – Healing Time - Christone “Kingfish” Ingram – Live in London - Bettye LaVette – LaVette! | Larkin Poe 2018                                                                                |
| 2025 2. Februar 2025 | Ruthie Foster                                                                                  | Vereinigte Staaten                                                                             | Mileage                                                                                        | - Blues Deluxe Vol. 2 von Joe Bonamassa - Blame It on Eve von Shemekia Copeland - Friendlytown von Steve Cropper & the Midnight Hour - The Fury von Antonio Vergara                                                                                               |                                                                                                |